# Mansour Ouro-Tagba
Mansour Ouro-Tagba (New York, 17 dicembre 2004) è un calciatore togolese, attaccante del Colonia II e della nazionale togolese.

## Biografia
È nato a New York da genitori togolesi e si è trasferito con la famiglia in Germania all'età di tre mesi.

## Carriera

### Club
Ouro-Tagba è cresciuto nel settore giovanile del Monaco 1860 dove ha debuttato il 30 aprile 2023 nell'incontro di 3. Liga perso 2-0 contro il Saarbrücken. Il 14 giugno 2024 è stato acquistato a titolo definitivo dal Colonia, che lo ha lasciato in prestito allo Jahn Ratisbona per la stagione 2024-2025.

### Nazionale
Ha debuttato con la nazionale togolese il 6 settembre 2024 nell'incontro di qualificazione per la Coppa d'Africa 2025 pareggiato 1-1 contro il Liberia.

## Statistiche

### Presenze e reti nei club
Statistiche aggiornate al 6 settembre 2024.
| Stagione        | Squadra         | Campionato      | Campionato | Campionato | Coppe nazionali | Coppe nazionali | Coppe nazionali | Coppe continentali | Coppe continentali | Coppe continentali | Altre coppe | Altre coppe | Altre coppe | Totale | Totale | Totale |
| Stagione        | Squadra         | Comp            | Pres       | Reti       | Comp            | Pres            | Reti            | Comp               | Pres               | Reti               | Comp        | Pres        | Reti        | Pres   | Reti   |        |
| --------------- | --------------- | --------------- | ---------- | ---------- | --------------- | --------------- | --------------- | ------------------ | ------------------ | ------------------ | ----------- | ----------- | ----------- | ------ | ------ | ------ |
| 2022-2023       | Monaco 1860     | 3L              | 1          | 0          | CG              | 0               | 0               | -                  | -                  | -                  | -           | -           | -           | 1      | 0      |        |
| 2023-2024       | Monaco 1860     | 3L              | 19         | 3          | CG              | 0               | 0               | -                  | -                  | -                  | -           | -           | -           | 19     | 3      |        |
| 2024-2025       | Jahn Ratisbona  | 2L              | 3          | 0          | CG              | 1               | 0               | -                  | -                  | -                  | -           | -           | -           | 4      | 0      |        |
| Totale carriera | Totale carriera | Totale carriera | 23         | 3          |                 | 1               | 0               |                    | -                  | -                  |             | -           | -           | 24     | 3      |        |

### Cronologia presenze e reti in nazionale
| Cronologia completa delle presenze e delle reti in nazionale ― Zambia | Cronologia completa delle presenze e delle reti in nazionale ― Zambia | Cronologia completa delle presenze e delle reti in nazionale ― Zambia | Cronologia completa delle presenze e delle reti in nazionale ― Zambia | Cronologia completa delle presenze e delle reti in nazionale ― Zambia | Cronologia completa delle presenze e delle reti in nazionale ― Zambia | Cronologia completa delle presenze e delle reti in nazionale ― Zambia | Cronologia completa delle presenze e delle reti in nazionale ― Zambia |
| Data                                                                  | Città                                                                 | In casa                                                               | Risultato                                                             | Ospiti                                                                | Competizione                                                          | Reti                                                                  | Note                                                                  |
| --------------------------------------------------------------------- | --------------------------------------------------------------------- | --------------------------------------------------------------------- | --------------------------------------------------------------------- | --------------------------------------------------------------------- | --------------------------------------------------------------------- | --------------------------------------------------------------------- | --------------------------------------------------------------------- |
| 6-9-2024                                                              | Lomé                                                                  | Togo                                                                  | 1 – 1                                                                 | Liberia                                                               | Qual. Coppa d'Africa 2025                                             | -                                                                     | 80’                                                                   |
| 9-9-2024                                                              | Malabo                                                                | Guinea Equatoriale                                                    | 2 – 2                                                                 | Togo                                                                  | Qual. Coppa d'Africa 2025                                             | -                                                                     | 87’                                                                   |
| 10-10-2024                                                            | Annaba                                                                | Algeria                                                               | 5 – 1                                                                 | Togo                                                                  | Qual. Coppa d'Africa 2025                                             | -                                                                     | 79’                                                                   |
| Totale                                                                |                                                                       | Presenze                                                              | 3                                                                     |                                                                       | Reti                                                                  | 0                                                                     |                                                                       |

## Palmarès

### Club
- Campionato tedesco di seconda divisione: 1

Colonia: 2024-2025